# Réseau Hospitalier Charleroi Métropole

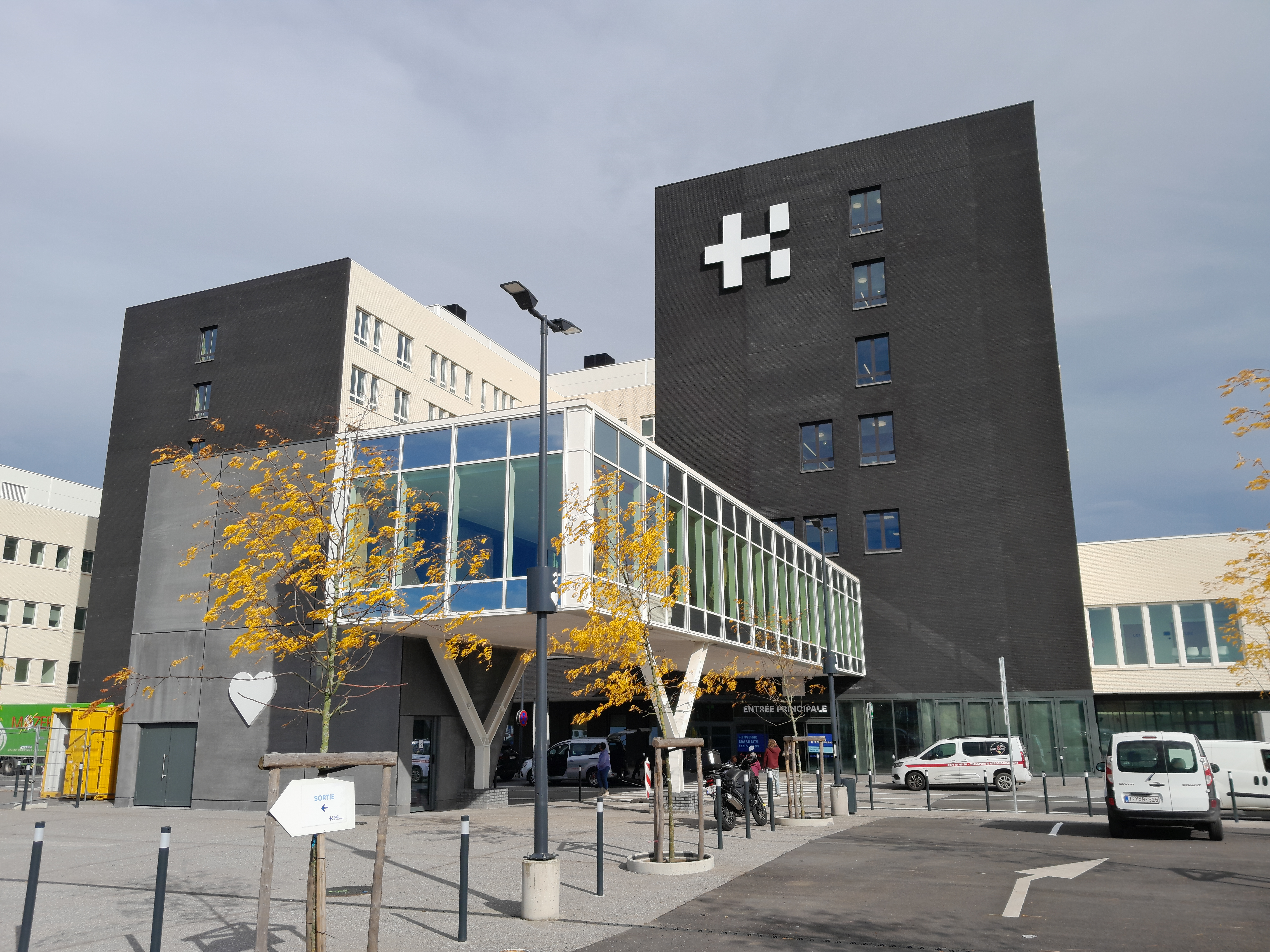
GHdC - site Les Viviers à Gilly.

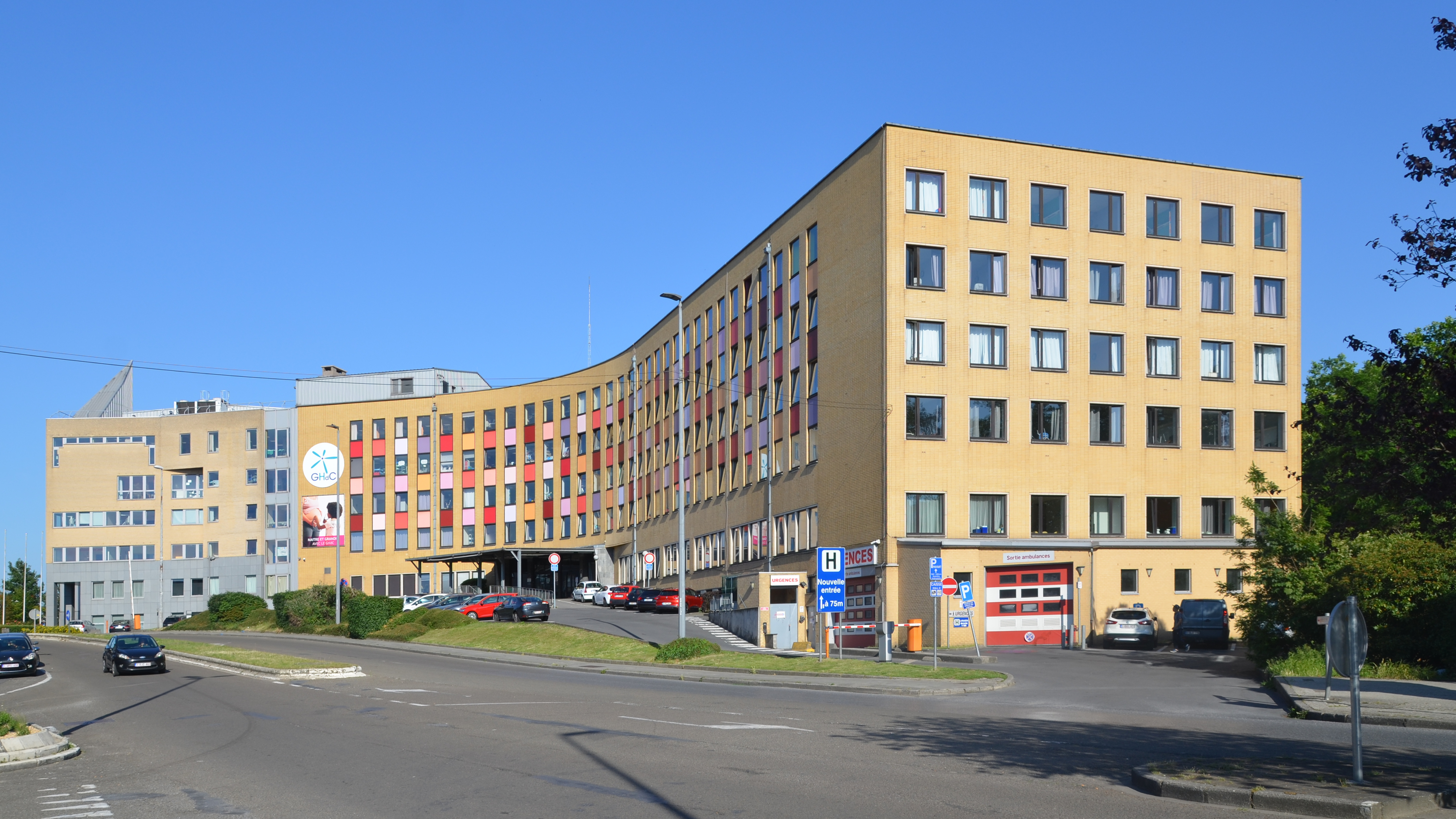
GHdC - site Notre-Dame à Charleroi.

Le Réseau Hospitalier Charleroi Métropole (RHCM) est une association sans but lucratif (ASBL) créée en novembre 2021 qui regroupe le Grand Hôpital de Charleroi (GHDC) et la Clinique Notre-Dame de Grâce de Gosselies (CNDG). Le siège social de l'ASBL est établi à Gosselies (Charleroi). Il constitue l'un des huit réseaux hospitaliers cliniques locorégionaux agréés en Région wallonne.  
L’ASBL a pour but la gestion du réseau hospitalier clinique régional de Charleroi. Le RHCM occupe environ 5000 salariés et 860 prestataires indépendants.  

## Historique
Avant la création du RHCM, des partenariats existaient déjà de longue date entre Grand Hôpital de Charleroi (GHdC) et la Clinique Notre-Dame de Grâce (CNDG).  
La loi du 28 février 2019 a imposé aux hôpitaux de se constituer en réseaux hospitaliers locorégionaux. En novembre 2021, le Réseau Hospitalier Charleroi Métropole est agréé par la Région Wallonne et sa création est officialisée par la publication de son acte de constitution au Moniteur belge en décembre 2021. L’association des services d’oncologie-hématologie du GHdC et de la Clinique Notre-Dame de Grâce de Gosselies (CNDG) au sein du Centre du cancer et des maladies du sang a été la première réalisation concrète de la création du RHCM. 

## Sites
Ce réseau, réunissant le Grand Hôpital de Charleroi et la Clinique Notre-Dame de Grâce, est une organisation hospitalière et médicale majeure dans la région du Grand Charleroi et de la Botte du Hainaut. Il compte 8 sites hospitaliers ainsi que 27 sites de prélèvements ou de consultations de proximité et des structures associées (crèches et services de santé mentale).
Les sites hospitaliers sont les suivants :
- Grand Hôpital de Charleroi - Les Viviers à Gilly ;
- Grand Hôpital de Charleroi - Notre-Dame à Charleroi-nord ;
- Centre de psychothérapie de jour Charles-Albert Frère (CPJ) à Marcinelle ;
- Clinique Notre-Dame de Grâce à Gosselies.

Les centres de prélèvement sont les suivants : Les Viviers, Notre-Dame, Centre médical général Larrey (Fleurus), Centre médical de Courcelles, Centre médical de Florennes.
Les centres de consultation de proximité sont les suivants : Centre médical général Larrey (Fleurus), Centre médical de Courcelles, Centre médical de Florennes, Centre médical de Châtelet.
Depuis 2016, le Grand Hôpital de Charleroi dispose également d'une Maison mieux-Être établie à la Grand'Rue de Charleroi (à côté de l'Hôpital Notre Dame) et financée par le fonds GHdC+. Elle est destinée au ressourcement des patients affectés par le cancer et leurs aidants proches et, en janvier 2025, s'est vu attribuer par la ville de Charleroi la récompense d'un beffroi de cristal. En 2025, il est prévu que la Maison Mieux-Être déménage sur le site Viviers du GHdC dans un bâtiment spécifique construit sur pilotis dans le parc des Viviers.

## Structures et activités communes[5]
L’ensemble des spécialistes médicaux s’échangent leur expertise, certains médecins du Réseau travaillant tant pour le GHdC que pour la CNDG.
Le Centre du cancer et des maladies du sang est un des plus gros centres de recherche clinique de Belgique. Il est composé d'une vingtaine de médecins oncologues et hématologues du GHdC et de la CNDG. Les deux institutions bénéficient d’un large accès à des tests internationaux en développement, en association avec le service oncologique des Cliniques Universitaires Saint-Luc.
Les services de chirurgie de la CNDG et du GHdC se répartissent leur activité dans les domaines de la chirurgie thoracique, de la chirurgie vasculaire et de la phlébologie.
Le GHdC et la CNDG ont également déjà développé des partenariats notamment pour l’ophtalmologie, la cardiologie, les urgences, la dialyse, la médecine nucléaire et l’imagerie médicale.
Les deux hôpitaux partagent plusieurs solutions informatiques (gestion des agendas médicaux, dossier patient informatisé et logiciel de suivi des tickets informatiques).